# Riddagshausen
Riddagshausen ist ein Stadtteil von Braunschweig, der östlich der Kernstadt zwischen dem Nußberg und dem Landschaftsschutzgebiet Buchhorst liegt. Riddagshausen bildet gemeinsam mit den Ortsteilen Bevenrode, Bienrode, Gliesmarode, Querum und Waggum den Stadtbezirk 112 – Wabe-Schunter-Beberbach.

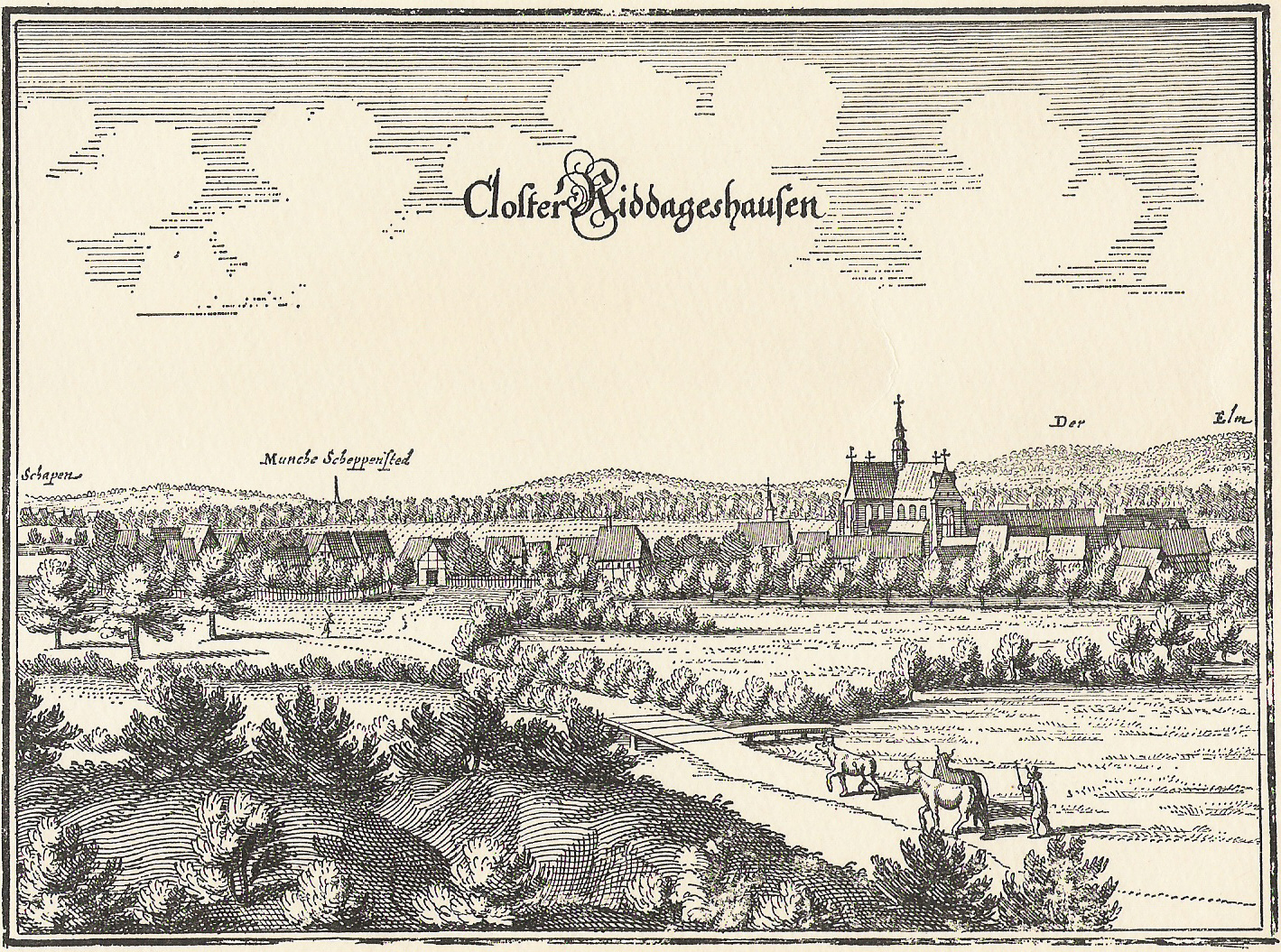
Merian-Stich um 1654 von Riddagshausen

Riddagshausen um 1899

## Geschichte
Um das Jahr 1143/44 wurden von dem welfischen Ministerialen Ludolf von Wenden sechs Hufen Land (das waren ungefähr zwölf Hektar) als Ausstattung für ein neu zu gründendes Kloster der Zisterzienser gestiftet. Nachdem einige Gebäude fertiggestellt worden waren, zog im Jahr 1145 der Gründungskonvent aus Mönchen des Klosters Amelungsborn hier ein. Das neue Kloster wurde zunächst nach seiner Schutzheiligen „Mariazelle“ genannt. Die Mönche begannen damit, die Sumpfniederung am Rande der Wabe urbar zu machen. 1146 schenkte Herzog Heinrich der Löwe dem Kloster eine benachbarte dörfliche Ansiedlung mitsamt Land und Bewohnern, die als „villam qui dicitus Ritdageshvsen“ bezeichnet wurde. Daraufhin änderte das Kloster seinen Namen und nannte sich nach dieser Siedlung Kloster Riddagshausen.
Der Ortsname lässt vermuten, dass hier bereits über zwei bis drei Jahrhunderte eine Ansiedlung existiert hatte. Gründer und Grundherr dieser Siedlung war vermutlich ein Mann, der „Ricdagus“ oder „Riddagus“ hieß. Dieser Name war weit verbreitet, jedoch wurde die im Ortsnamen stehende Endung „-husen“ (-hausen) in dieser Gegend nur bis ins frühe 10. Jahrhundert verwendet. Später wurde sie zumeist durch „-roth“ (-rode) im 12. Jahrhundert durch „-hagen“ abgelöst.
Am Anfang des 14. Jahrhunderts entstand eine neue Ansiedlung außerhalb der Klostermauern, das Dorf „Neuhof“. Dieses ist der Kern des heutigen Ortes.

### Ortserweiterung und Wüstungen
In Riddagshausen sind mehrere Orte aufgegangen oder zur Wüstung geworden. Morthorp, das am Streitberg auf dem Gelände des heutigen Braunschweiger Hauptfriedhofs lag, ist in Neudorf-Riddagshausen aufgegangen. Auch der größte Teil der Wüstung Ottenrode (Ottonroth) am Nußberg ging in der Flur von Neustadt-Riddagshausen auf.
Hünessen (Hunesheim) lag wahrscheinlich ab dem Jahr 500 auf dem Gelände des heutigen Ortes Riddagshausen am Lünischteich (Hünischteich) und kam bald nach 1145 als Grangie an das Kloster. Ab 1226 wurde es direkt von Kloster verwaltet und ging dann als Siedlung ein. Diese Wüstungen sind in der Weiheurkunde von 1031 der Magnikirche genannt.
Die Wüstung Kaunum (Kaunem, Choenhem, Caunum oder Cavensheim) wurde ebenfalls Grangie des Klosters. Der Ort entstand vor 500 v. Chr. Der Kaulenteich am Hotel und Restaurant Aquarius erinnert an den Ort, der etwa in dieser Gegend lag. Der Ort wird 1067 erwähnt, allerdings unter anderem Namen. Es findet sich ein Hinweis auf das Blasiusstift. 1281 kam der Mastbruch, der zum Siechenholz von St. Leonhard gehörte, zum Kloster Riddagshausen.
In Neuhof könnten sich ehemalige Einwohner der verlassenen Kleinsiedlungen Ottenrode, Hünessen und Kaunum niedergelassen haben. Die Ortschaft wies um das Jahr 1605 acht Kothöfe und zwei große Ackerhöfe auf. Im Jahr 1683 kam ein Rittergut hinzu.
1822 entstand daraus schließlich die Gemeinde „Riddagshausen-Neuhof“. 1915 wurden Pläne für eine „Gartenstadt Riddagshausen“ veröffentlicht, die sich auf einer Fläche zwischen Gliesmarode, Mastbruch und dem Schöppenstedter Turm ausdehnen sollte.

## Ab 1933
Am 1. April 1934 wurden Riddagshausen und weitere stadtnahe, bislang selbständigen Orte in die Stadt Braunschweig eingemeindet. Die Stadt erwarb durch den Casparivertrag das Klostergut vom Kloster und Studienfonds und die am 31. März 1935 gegründete Hermann-Göring-Stiftung übernahm die Bereiche des 1936 gegründeten Naturschutzgebietes „Riddagshausen“. Die Stiftung ließ in der Buchhorst beim „Grünen Jäger“ den „Reichsjägerhof“ errichten. Von 1939 an übernahm sie auch das Klostergut.
Riddagshausen wurde am 23. September 1943 während des Zweiten Weltkrieges von britischen Bombern angegriffen. Hierbei wurden die Gebäude des Klosters beschädigt und etliche der Bewohner der Arbeiterhäuser, die zum Klostergut gehörten, getötet. Nach Kriegsende wurde die Hermann-Göring-Stiftung in Jägerhof-Stiftung umbenannt und 1955 endgültig aufgelöst.

## Neuere Geschichte
Die Stadt Braunschweig gelangte so wieder in den Besitz des Klostergutes und des Naturschutzgebietes Riddagshausen. Von 1969 bis 1980 führte Karl Friedrich Osthoff das Gut, das anschließend von der Volkswagen AG übernommen wurde. Diese ließ Neubauten anfertigen und richtete auf dem Klostergelände das V.A.G. Marketing Management Institut GmbH ein, wobei die alte Bausubstanz mit einbezogen wurde.
Für den Erhalt der alten Gebäude und die Verschönerung des Ortsbildes setzt sich seit 1968 die „Bürgerschaft Riddagshausen mit Freundeskreis e. V.“ ein. Sie wurde zunächst von dem Unternehmer Richard Borek geleitet und später von Henning Borek. Durch Privatinitiativen wurden so in den Jahren 1968 bis 1980 viele alte Bauernhäuser, die aus der Umgegend hierher versetzt worden waren, und die vom Einsturz bedrohte Klosterkirche saniert. Zudem konnte im Torbogenhaus des Klosters ein Zisterziensermuseum eingerichtet werden. Zu den Häusern zählen das Warbsenhaus von 1588, das Lewe-Haus, Häuser aus Bergfeld und Hohnebostel sowie das Parsau-Haus, das durch Zwischenbauten mit dem Wendeburg-Haus verbunden wurde.
Im September 1979 wurde die Remlinger Bockwindmühle eingeweiht, die auf die Lünischhöhe umgesetzt worden war und die nun den Namen der letzten Braunschweiger Herzogin Victoria Luise trägt.

Gebäude in Riddagshausen
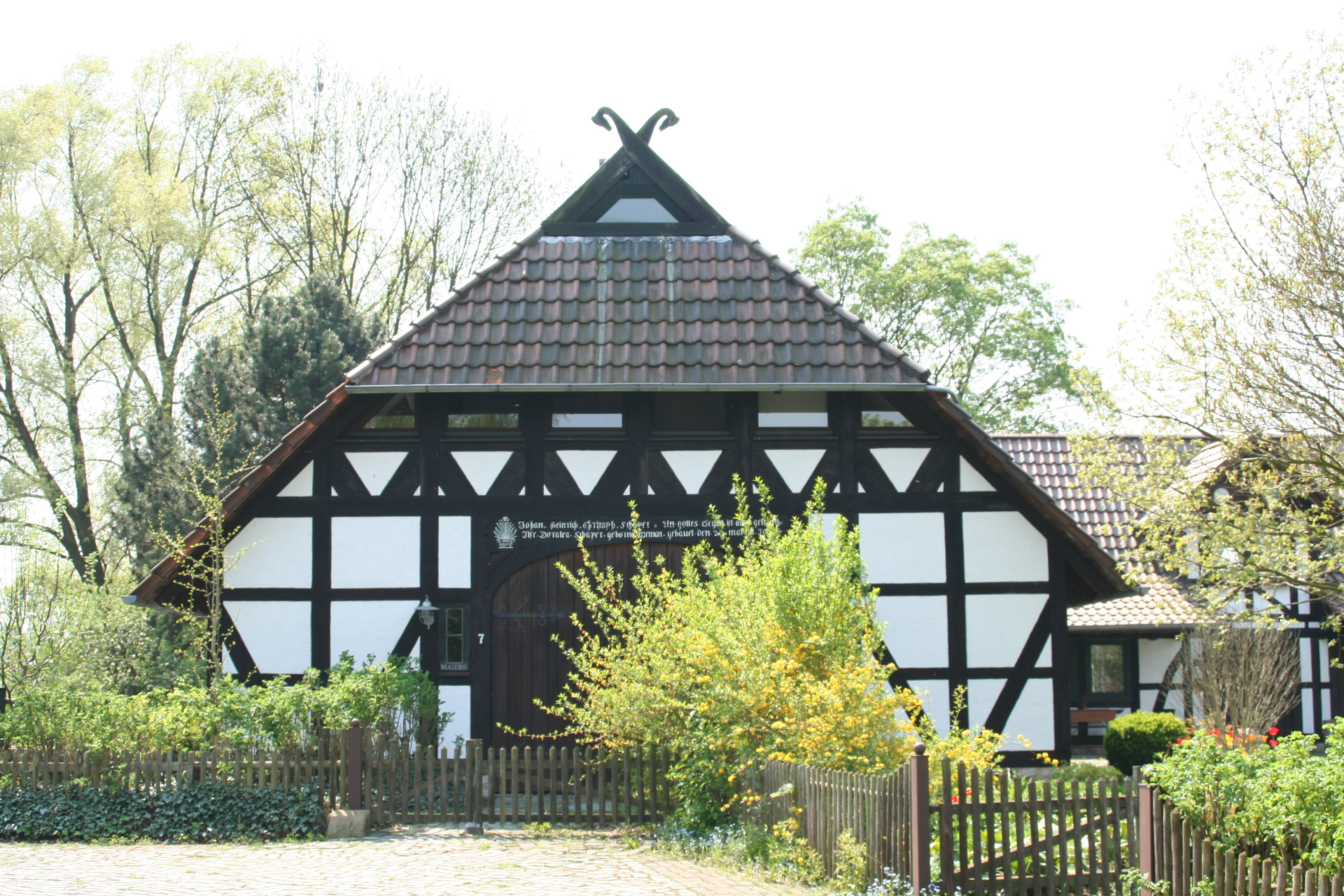
Bauernhaus
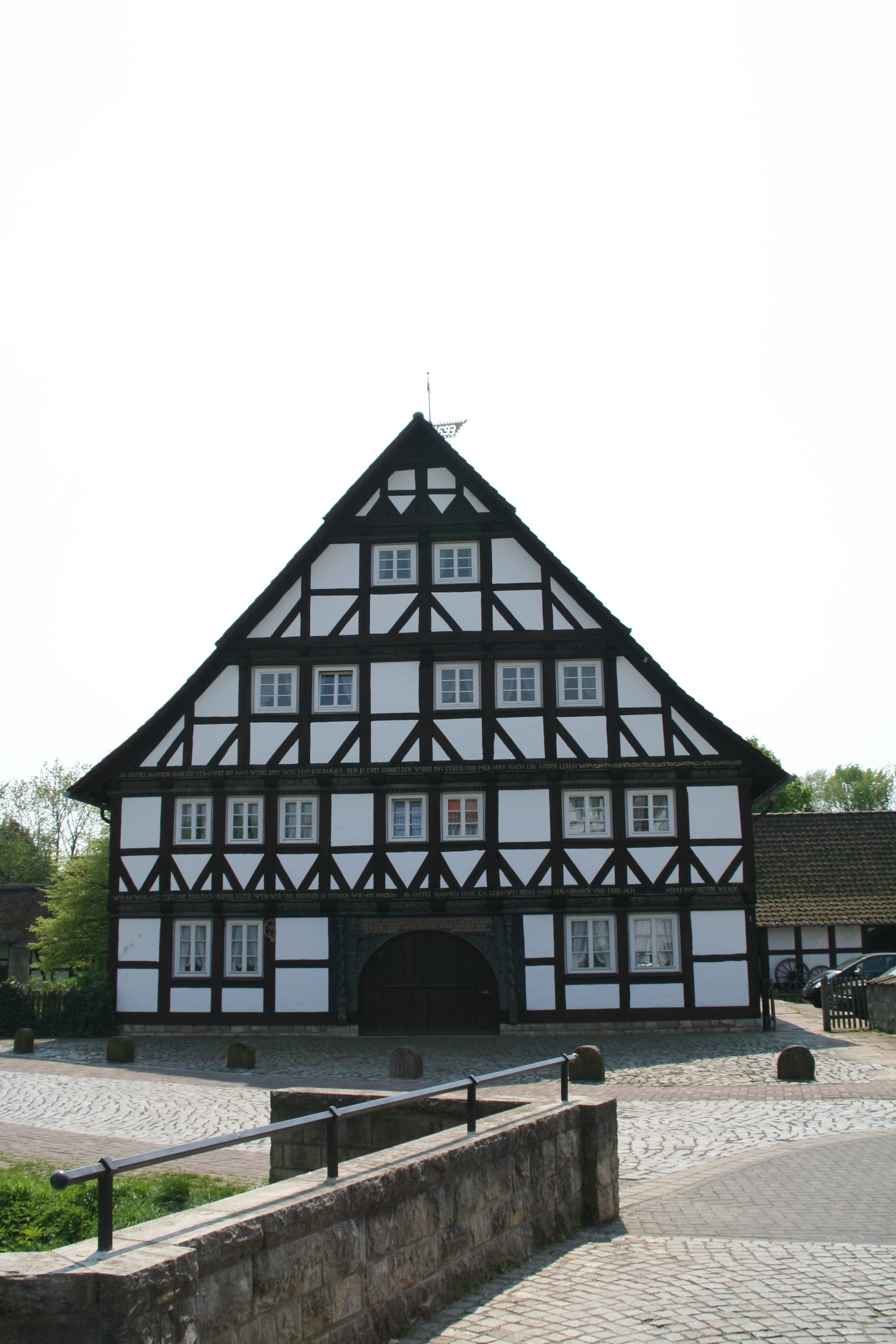
Bauernhaus
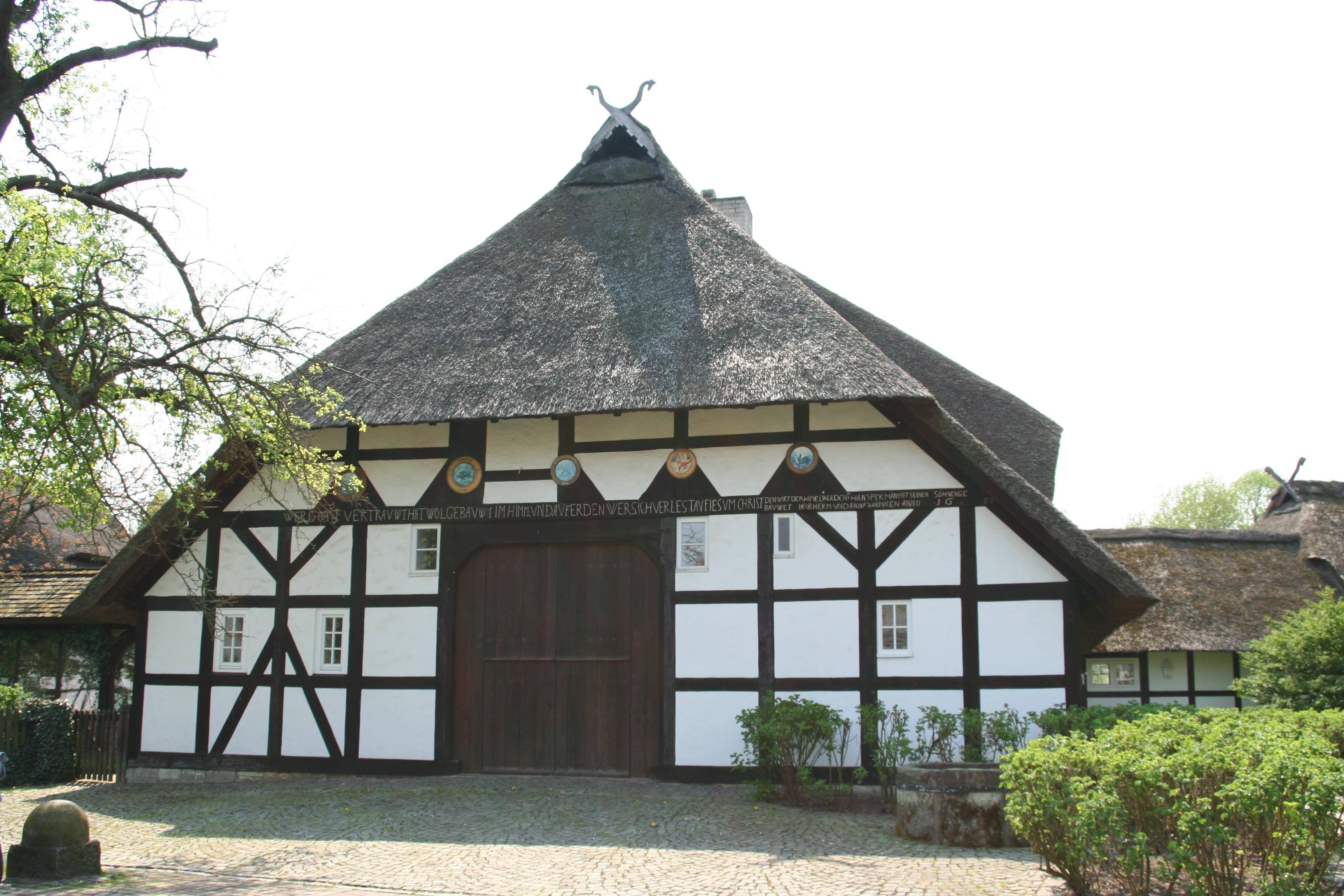
Bauernhaus
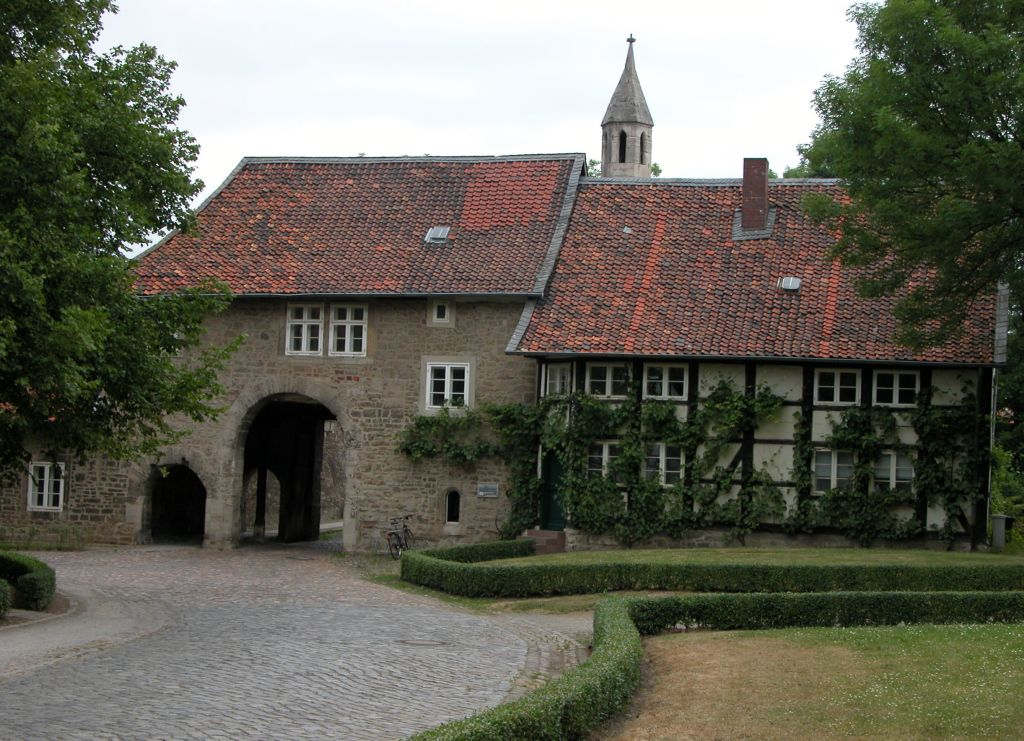
Tor zur Domäne
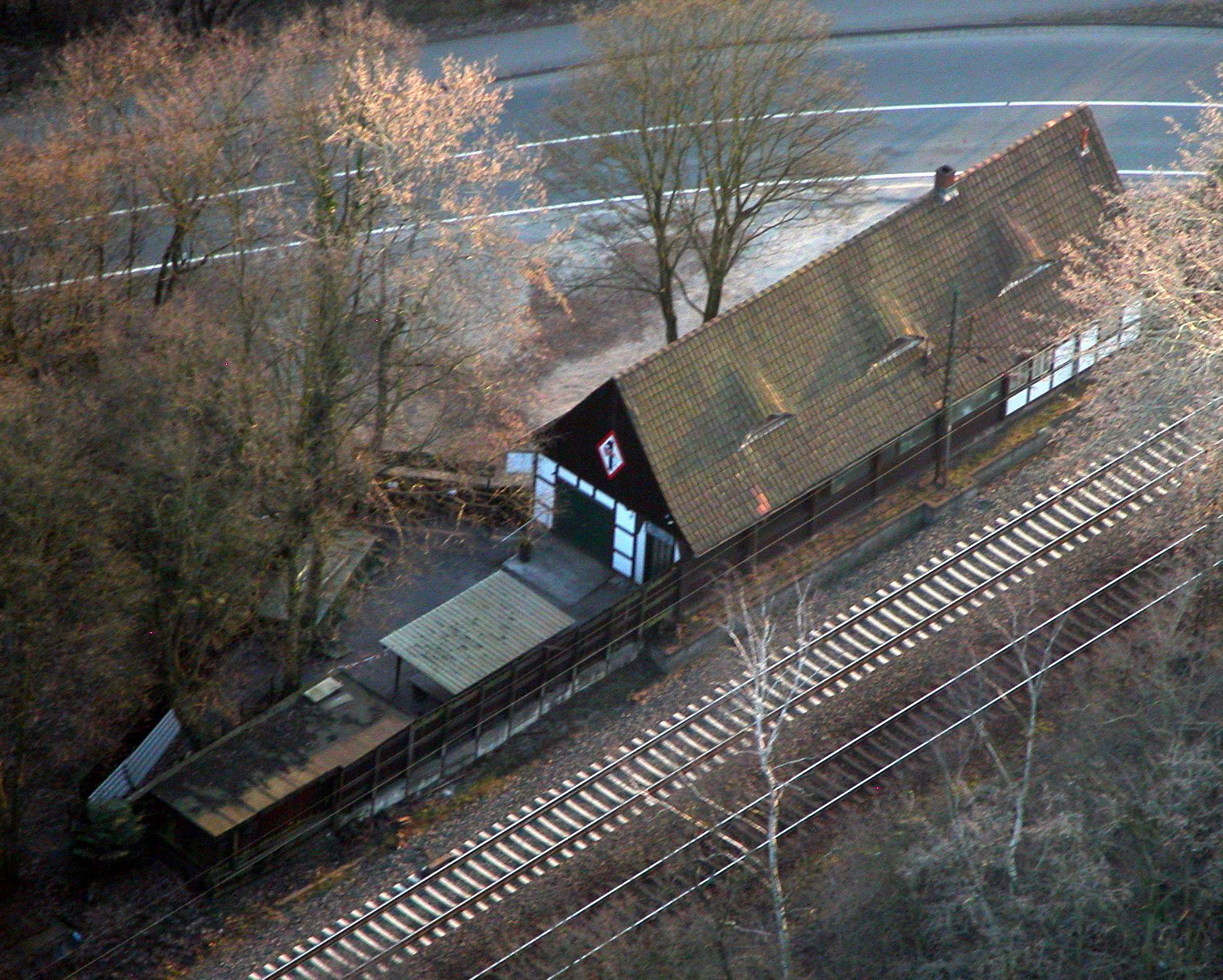
Ehemalige Bahnstation „Grüner Jäger“

## Naturschutzgebiet Riddagshäuser Teiche

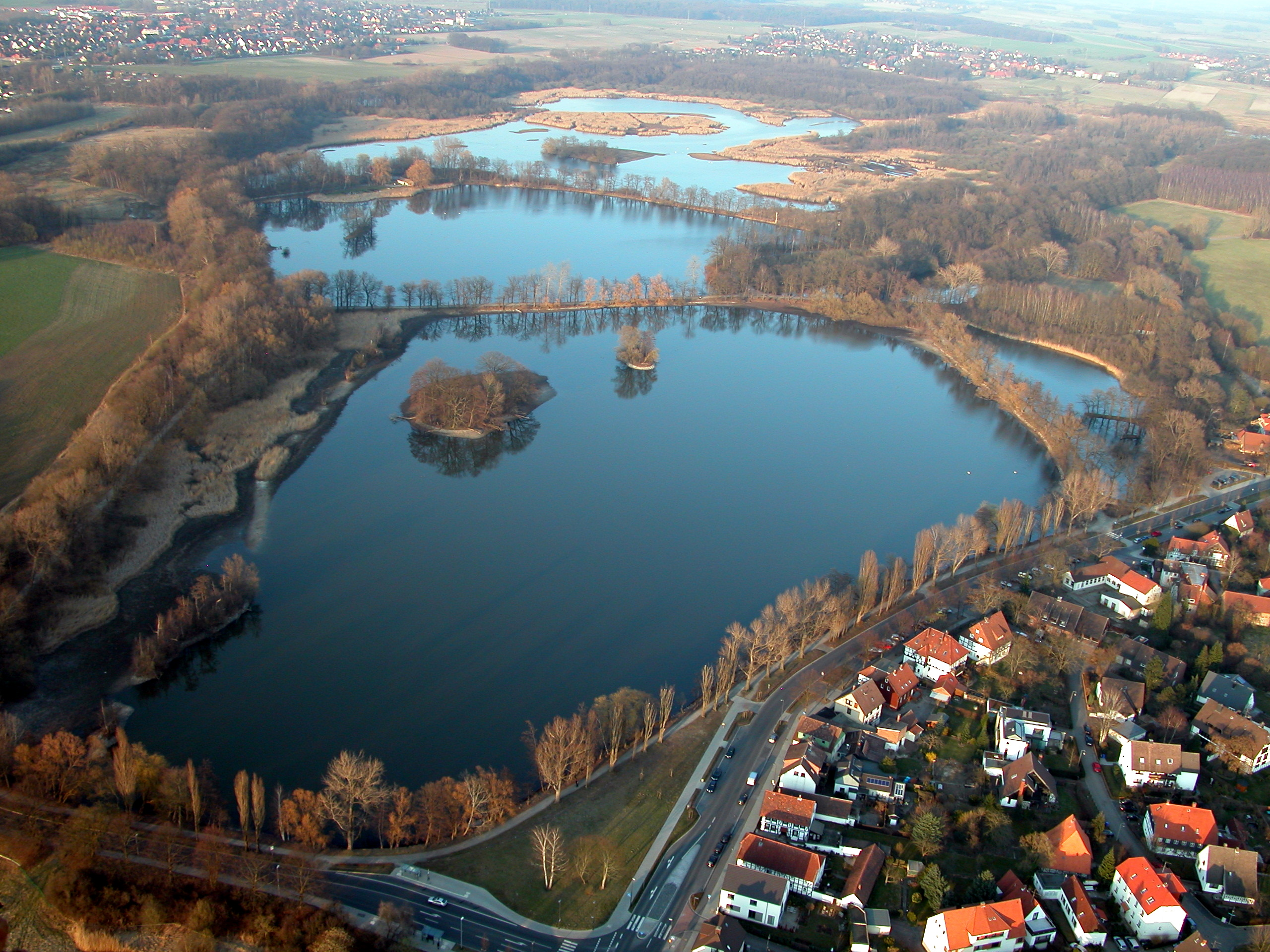
Riddagshäuser Seen

Die Zisterziensermönche begannen frühzeitig damit, das Gebiet zu entwässern, und legten große Fischteiche an, die die Grundlage für die ausgedehnte Wasserlandschaft in Riddagshausen waren. Es existieren noch elf der ehemals 28 Fischteiche. Der Kreuzteich, der Mittelteich und der Schapenbruchteich sind die größten von ihnen. Hier findet sich eine reichhaltige Flora und Fauna. So finden sich viele seltene Vögel und Fledermäuse in diesen Bereichen.
Zu verdanken ist der Erhalt dieser Teiche einigen Persönlichkeiten der Stadt Braunschweig und aus Riddagshausen, beispielsweise Johann Heinrich Blasius, Gerhard Schridde und der Familie Nehrkorn vom Klostergut Riddagshausen, besonders jedoch dem Braunschweiger Arzt Otto Willke, der dafür sorgte, dass es 1936 zum Naturschutzgebiet erklärt wurde. Im Jahr 1965 wurde es als Europareservat eingestuft.

## Persönlichkeiten
- August Wilhelm von Rhetz (1721–1796), herzoglich braunschweigisch-lüneburgischer Generalleutnant und Autor
- Conrad Franz von Rhetz (1726–1788), herzoglich braunschweigischer Landdrost
- Johann Heinrich Christian Pinkepank (1818–1890), Politiker, geboren in Riddagshausen
- Rudolf Lindau (1888–1977), Politiker und Historiker, geboren in Riddagshausen
- Herzogin Victoria Luise (1892–1980), die Tochter des letzten deutschen Kaisers Wilhelm II., wohnte von 1956 an in der Stresemannstraße Nr. 5 in Riddagshausen.[10]
- Georg Heise (1900–1989), deutscher Maler, der Riddagshausen in zahlreichen Gemälden zum Motiv machte
- Karl Friedrich Johannes Breitsprecher (1901–2002), deutscher Maler, wirkte in Riddagshausen
- Armin Kraft (1941–2022), deutscher evangelischer Theologe, lebte und wirkte in Riddagshausen

## Wappen
Das Wappen ist horizontal geteilt. Der obere Teil zeigt drei goldene Rohrkolben auf einem grünen Feld über einer Wellenlinie. Das untere Drittel ist rot-weiß geschacht.
Die Rohrkolben symbolisieren die Rolle des Ortes als Naherholungsgebiet mit den Riddagshäuser Teichen und „Grüne Lunge“ der Stadt Braunschweig. Das rot-weiße Schachbrettmuster im Schildfuß wurde vom Zisterzienserbalken des Klosterwappens abgeleitet.
Arnold Rabbow hat das Wappen entworfen, es wurde am 9. Juli 1980 auf einer Einwohnerversammlung angenommen.